# داشجا
داشجا (به لاتین: Daşca) یک منطقه مسکونی در جمهوری آذربایجان است که در شهرستان قبله واقع شده است. داشجا ۷۴۷ نفر جمعیت دارد.